# کری سیموندز
کری سیموندز (انگلیسی: Kerry Simmonds؛ زادهٔ ۳ آوریل ۱۹۸۹) قایقران روئینگ اهل ایالات متحده آمریکا است.
وی در مسابقات کشوری و بین‌المللی در مجموع برندهٔ ۳ مدال طلا، ۱ مدال نقره شده‌است.